# Lista siturilor arheologice din județul Mehedinți - B
Lista siturilor arheologice din județul Mehedinți - B conține toate siturile arheologice din județul Mehedinți înscrise în Repertoriul Arheologic Național (RAN) și aflate în localități al căror nume începe cu litera B. RAN este administrat de Ministerul Culturii și Patrimoniului Național și cuprinde date științifice, cartografice, topografice, imagini și planuri, precum și orice alte informații privitoare la zonele cu potențial arheologic, studiate sau nu, încă existente sau dispărute.
Puteți căuta un sit din localitățile care încep cu litera B folosind formularul de mai jos sau puteți naviga prin toate siturile din județ la Lista siturilor arheologice din județul Mehedinți.
| Cod RAN                                   | Denumire | Localitate                              | Adresă          | Datare                                  | Descoperit | Coordonate | Imagine           | Erori            |
| ----------------------------------------- | --- | --------------------------------------- | --------------- | --------------------------------------- | ---------- | ---------- | ----------------- | ---------------- |
| 110312.01.01 (Cod LMI: MH-I-s-B-10050)    | Așezarea Latene de la Bala de Sus - "La Fântână" / ansamblu anonim (Categorie: locuire civilă) (Tip: Așezare)              | sat Bala de Sus, comuna Bala            | La Fântână      | geto-dacică sec. I a. Chr. - I p. Chr.  |            |            | Încărcați imagine | Raportați eroare |
| 112487.01.01 (Cod LMI: MH-I-s-B-10051)    | Ruinele cetății Grădetului de la Balotești / ansamblu Ruinele cetății Grădetului (Categorie: locuire civilă) (Tip: Cetate) | sat Balotești, comuna Izvoru Bârzii     |                 | sec. XIII                               |            |            | Încărcați imagine | Raportați eroare |
| 110465.01.01 (Cod LMI: MH-I-s-B-10052)    | Așezarea Latene de la Balta - "Peștera Mare" / ansamblu anonim (Categorie: locuire civilă) (Tip: Așezare în peșteră)       | sat Balta, comuna Balta                 | Peștera Mare    | geto-dacică sec. IV - III a. Chr.       |            |            | Încărcați imagine | Raportați eroare |
| 111881.01.01 (Cod LMI: MH-I-s-B-10053)    | Așezarea romană de la Balta Verde - "Câmpul Deciului" / ansamblu anonim (Categorie: locuire civilă) (Tip: Așezare)         | sat Balta Verde, comuna Gogoșu          | Câmpul Deciului | sec. II-III                             |            |            | Încărcați imagine | Raportați eroare |
| 111505.01.01 (Cod LMI: MH-I-m-B-10054.03) | Situl arheologic de la Batoți / ansamblu anonim (Categorie: locuire civilă) (Tip: Așezare)                                 | sat Batoți, comuna Devesel              |                 | sec. VIII - VI a. Chr.                  |            |            | Încărcați imagine | Raportați eroare |
| 111505.01.02 (Cod LMI: MH-I-m-B-10054.04) | Situl arheologic de la Batoți / ansamblu anonim (Categorie: locuire civilă) (Tip: Așezare)                                 | sat Batoți, comuna Devesel              |                 |                                         |            |            | Încărcați imagine | Raportați eroare |
| 111505.01.03 (Cod LMI: MH-I-m-B-10054.02) | Situl arheologic de la Batoți / ansamblu anonim (Categorie: locuire civilă) (Tip: Așezare)                                 | sat Batoți, comuna Devesel              |                 | sec. II-III                             |            |            | Încărcați imagine | Raportați eroare |
| 111505.01.04 (Cod LMI: MH-I-m-B-10054.01) | Situl arheologic de la Batoți / ansamblu anonim (Categorie: locuire civilă) (Tip: Așezare)                                 | sat Batoți, comuna Devesel              |                 | sec. XIV                                |            |            | Încărcați imagine | Raportați eroare |
| 111514.01.01 (Cod LMI: MH-I-m-B-10056.01) | Situl arheologic de la Bistrețu - "La Punți" / ansamblu anonim (Categorie: locuire civilă) (Tip: Așezare)                  | sat Bistrețu, comuna Devesel            | La Punți        | Bodrogkeresztur sec. XIX-XVIII a.Ch.    |            |            | Încărcați imagine | Raportați eroare |
| 111514.01.02 (Cod LMI: MH-I-m-B-10056.02) | Situl arheologic de la Bistrețu - "La Punți" / ansamblu anonim (Categorie: locuire civilă) (Tip: Așezare)                  | sat Bistrețu, comuna Devesel            | La Punți        | sec. XV-XII a. Ch.                      |            |            | Încărcați imagine | Raportați eroare |
| 112682.01.01 (Cod LMI: MH-I-s-B-10058)    | Cetatea Latene de la Bobaița / ansamblu Cetatea dacică de pământ (Categorie: locuire civilă) (Tip: Cetate de pământ)       | sat Bobaița, comuna Malovăț             |                 | geto-dacică sec. I a. Chr.              |            |            | Încărcați imagine | Raportați eroare |
| 110839.01.01 (Cod LMI: MH-I-m-B-10059.03) | Situl arheologic de la Breznița-Ocol / ansamblu anonim (Categorie: locuire civilă) (Tip: Așezare)                          | sat Breznița-Ocol, comuna Breznița-Ocol |                 | Verbicioara                             |            |            | Încărcați imagine | Raportați eroare |
| 110839.01.02 (Cod LMI: MH-I-m-B-10059.01) | Situl arheologic de la Breznița-Ocol / ansamblu anonim (Categorie: locuire civilă) (Tip: Așezare)                          | sat Breznița-Ocol, comuna Breznița-Ocol |                 | sec. XIV                                |            |            | Încărcați imagine | Raportați eroare |
| 110839.01.03 (Cod LMI: MH-I-m-B-10059.02) | Situl arheologic de la Breznița-Ocol / ansamblu anonim (Categorie: locuire civilă) (Tip: Așezare)                          | sat Breznița-Ocol, comuna Breznița-Ocol |                 | sec.VII a.Ch.                           |            |            | Încărcați imagine | Raportați eroare |
| 110250.01.02 (Cod LMI: MH-I-m-B-10060.02) | Situl arheologic de la Bucura / ansamblu anonim (Categorie: locuire) (Tip: Așezare)                                        | sat Bucura, oraș Vânju Mare             |                 | Verbicioara - III sec. XVIII-XVII a.Ch. |            |            | Încărcați imagine | Raportați eroare |
| 110250.01.03 (Cod LMI: MH-I-s-B-10060)    | Situl arheologic de la Bucura / ansamblu anonim (Categorie: locuire) (Tip: Necropolă)                                      | sat Bucura, oraș Vânju Mare             |                 | Verbicioara - III                       |            |            | Încărcați imagine | Raportați eroare |
| 110250.01.01 (Cod LMI: MH-I-m-B-10060.01) | Situl arheologic de la Bucura / ansamblu anonim (Categorie: locuire) (Tip: Așezare)                                        | sat Bucura, oraș Vânju Mare             |                 | sec. VII a.Ch.                          |            |            | Încărcați imagine | Raportați eroare |
| 110544.01.01 (Cod LMI: MH-I-s-B-10055)    | Valul roman de la Bălăcița / ansamblu Brazda lui Novac (Categorie: fortificație) (Tip: Val de pământ)                      | sat Bălăcița, comuna Bălăcița           |                 | sec. III                                |            |            | Încărcați imagine | Raportați eroare |
| 112094.01.01 (Cod LMI: MH-I-s-B-10057)    | Așezarea romană de la Bistrița-Ursoaica / ansamblu anonim (Categorie: locuire) (Tip: Așezare)                              | sat Bistrița, comuna Hinova             | Ursoaica        | sec. II-IV                              |            |            | Încărcați imagine | Raportați eroare |
| 111881.02.01                              | Situl arheologic de la Balta Verde- La morminți / ansamblu anonim (Categorie: locuire) (Tip: Așezare)                      | sat Balta Verde, comuna Gogoșu          | La Morminți     | Sălcuța                                 |            |            | Încărcați imagine | Raportați eroare |
| 111881.02.02                              | Situl arheologic de la Balta Verde- La morminți / ansamblu anonim (Categorie: locuire) (Tip: Așezare)                      | sat Balta Verde, comuna Gogoșu          | La Morminți     | Coțofeni                                |            |            | Încărcați imagine | Raportați eroare |